# Trofeo Birra Moretti
Il Trofeo Birra Moretti è stato un triangolare calcistico amichevole tenutosi con cadenza annuale tra il 1997 e il 2008. 

## Storia
La competizione, organizzata da Heineken per sponsorizzare la Birra Moretti in Italia, si è sempre disputata nel mese di agosto: vi prendevano parte tre diverse squadre di club.
Dopo l'edizione del 2008 la manifestazione non ha avuto più luogo. Ufficialmente la Heineken comunicò l'intenzione di sospenderla solo per un anno, nel 2009, in coincidenza con un cambio di strategie promozionali in occasione del 150º anniversario della Birra Moretti S.p.A., ma il trofeo fu poi definitivamente abbandonato.

## Formula

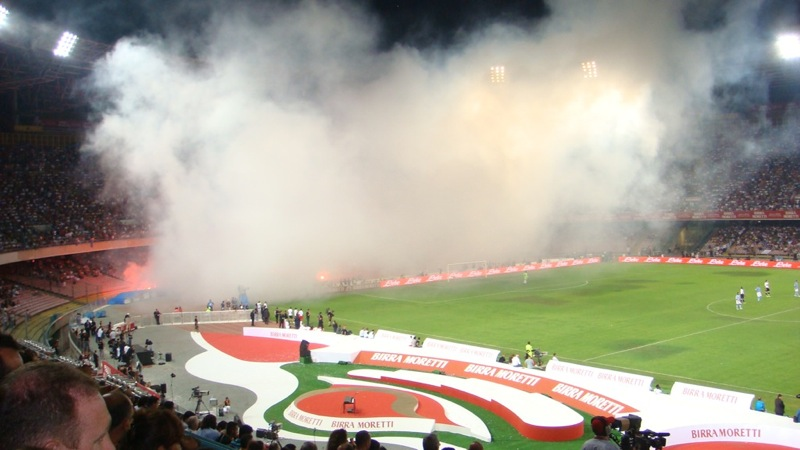
Il palco della premiazione al San Paolo di Napoli durante l'edizione 2007.

Il torneo si disputava in 3 gare, ciascuna di 45' (più eventuale recupero): la perdente del primo incontro sfidava la terza squadra, in seguito impegnata contro la vincitrice della partita inaugurale.
In gran parte delle edizioni, le partite erano divise in 2 tempi (da 22'30" ciascuno) per consentire il calcio d'inizio a ciascuna formazione: l'intervallo era anche utile agli organizzatori per scopi promozionali e pubblicitari. Se dopo 45' la sfida era in parità, era previsto il ricorso agli shoot-out (rigori in movimento) con 3 esecuzioni per squadra ed eventuale proseguimento ad oltranza. Soltanto per l'ultima edizione, vennero sostituiti dai regolamentari tiri di rigore. Il punteggio era così assegnato:
- 3 punti per la vittoria nei 45'
- 2 punti per la vittoria ai rigori
- 1 punto per la sconfitta ai rigori
- nessun punto per la sconfitta nei 45'

Per le situazioni di parità in classifica, si consideravano la differenza reti prima e la classifica avulsa poi.
Occasionalmente, furono apportate modifiche regolamentari: l'esecuzione della rimessa laterale con i piedi, il fuorigioco limitato all'area di rigore e il calcio d'angolo corto.

### Sede
L'evento è stato ospitato, nel corso delle 12 edizioni, da tre sedi diverse:
- Stadio Friuli di Udine, dal 1997 al 1999;[7]
- Stadio San Nicola di Bari, dal 2000 al 2004;
- Stadio San Paolo di Napoli, dal 2005 al 2008.

### Partecipazioni
Nel corso degli anni sono state ben 11 le squadre che hanno preso parte al trofeo (10 italiane e 1 inglese). Juventus e Inter sono state quasi sempre presenti (11 partecipazioni su 12 edizioni): i bianconeri dovettero saltare l'edizione 1999 a causa degli impegni in Intertoto e furono sostituiti dal Parma, mentre i nerazzurri non presero parte all'ultima edizione (2008), dove vennero rimpiazzati dai cugini del Milan.
La terza squadra partecipante, spesso, era quella della città ospitante: l'Udinese dal 1997 al 1999, il Bari nel 2000 ed il Napoli dal 2005 al 2008. Solo nelle altre quattro edizioni disputate nel capoluogo pugliese, dal 2001 al 2004, gli organizzatori preferirono invitare come terza squadra un club più blasonato dei pugliesi (che all'epoca militavano in Serie B): furono chiamate, una volta a testa, Lazio, Chelsea (unica partecipazione di una squadra straniera), Sampdoria e Palermo. Va notato che, comunque, in due successive edizioni parteciparono formazioni non di Serie A: nel 2005 il Napoli militava addirittura in Serie C1, mentre nel 2006 lo stesso Napoli e la Juventus erano in Serie B.
- Inter 11
- Juventus 11
- Napoli 4
- Udinese 3
- Bari 1
- Parma 1
- Lazio 1
- Chelsea 1
- Sampdoria 1
- Palermo 1
- Milan 1

## Albo d'oro
| Anno | Stadio               | Vincitore | 2º posto  | 3º posto |
| ---- | -------------------- | --------- | --------- | -------- |
| 1997 | Stadio Friuli, Udine | Juventus  | Inter     | Udinese  |
| 1998 | Stadio Friuli, Udine | Udinese   | Juventus  | Inter    |
| 1999 | Stadio Friuli, Udine | Parma     | Inter     | Udinese  |
| 2000 | San Nicola, Bari     | Juventus  | Inter     | Bari     |
| 2001 | San Nicola, Bari     | Inter     | Lazio     | Juventus |
| 2002 | San Nicola, Bari     | Inter     | Juventus  | Chelsea  |
| 2003 | San Nicola, Bari     | Juventus  | Sampdoria | Inter    |
| 2004 | San Nicola, Bari     | Juventus  | Palermo   | Inter    |
| 2005 | San Paolo, Napoli    | Napoli    | Juventus  | Inter    |
| 2006 | San Paolo, Napoli    | Juventus  | Napoli    | Inter    |
| 2007 | San Paolo, Napoli    | Inter     | Juventus  | Napoli   |
| 2008 | San Paolo, Napoli    | Juventus  | Milan     | Napoli   |

## Vittorie per squadra
- Juventus 6 (1997, 2000, 2003, 2004, 2006, 2008)
- Inter 3 (2001, 2002, 2007)
- Udinese 1 (1998)
- Parma 1 (1999)
- Napoli 1 (2005)

## Le edizioni

### 1997
- Partecipanti:  Inter -  Juventus -  Udinese
- Sede: Stadio Friuli di Udine
- Miglior giocatore: Márcio Amoroso ( Udinese)
- Vincitore:  Juventus

| Squadra  | P.ti | V | P | VR | PR | GF | GS | DR |
| -------- | ---- | - | - | -- | -- | -- | -- | -- |
| Juventus | 4    | 0 | 0 | 2  | 0  | 0  | 0  | 0  |
| Inter    | 3    | 0 | 0 | 1  | 1  | 1  | 1  | 0  |
| Udinese  | 2    | 0 | 0 | 0  | 2  | 1  | 1  | 0  |

| Arbitro: | Pirrone (Messina) |

|                                         |                      |                             |
| Bierhoff 3’                             | Marcatori            | 38’ Ganz                    |
| Calori Orlando Ramzi Locatelli Bierhoff | Tiri di rigore 3 – 4 | Recoba Djorkaeff Ganz Cauet |

| Arbitro: | Urbano (Carbonia) |

|  |                      |  |
|  | Tiri di rigore 3 – 4 |  |

| Arbitro: | Bertini (Arezzo) |

|                                       |                      |                                         |
| Fonseca Inzaghi Ferrara Montero Dimas | Tiri di rigore 4 – 3 | Recoba Djorkaeff Simeone Ganz Tarantino |

### 1998
- Partecipanti:  Inter -  Juventus -  Udinese
- Sede: Stadio Friuli di Udine
- Miglior giocatore:
- Vincitore:  Udinese

| Squadra  | P.ti | V | P | VR | PR | GF | GS | DR |
| -------- | ---- | - | - | -- | -- | -- | -- | -- |
| Udinese  | 6    | 2 | 0 | 0  | 0  | 5  | 3  | 2  |
| Juventus | 2    | 0 | 1 | 1  | 0  | 3  | 4  | -1 |
| Inter    | 1    | 0 | 1 | 0  | 1  | 0  | 1  | -1 |

| Arbitro: | Pin (Conegliano) |

|            |           |  |
| Calori 13’ | Marcatori |  |

| Arbitro: | Preschern (Mestre) |

|  |                |  |
|  | Shootout 0 – 2 |  |

| Arbitro: | Pin (Conegliano) |

|                                       |           |                                          |
| Sosa 13’ Amoroso 37’, 38’ (rig.), 42’ | Marcatori | 7’ Tacchinardi 40’ Del Piero 45’ Inzaghi |

### 1999
- Partecipanti:  Inter -  Parma -  Udinese
- Sede: Stadio Friuli di Udine
- Miglior giocatore: Christian Vieri (Inter)
- Vincitore:  Parma

| Squadra | P.ti | V | P | VR | PR | GF | GS | DR |
| ------- | ---- | - | - | -- | -- | -- | -- | -- |
| Parma   | 5    | 1 | 0 | 1  | 0  | 1  | 0  | 1  |
| Udinese | 2    | 0 | 0 | 0  | 2  | 1  | 1  | 0  |
| Inter   | 2    | 0 | 1 | 1  | 0  | 1  | 2  | -1 |

| Arbitro: | Rosetti (Torino) |

|                                           |                      |                                |
| Margiotta 41’                             | Marcatori            | 1’ Vieri                       |
| Fiore Jørgensen Poggi Margiotta Locatelli | Tiri di rigore 4 – 5 | Panucci Blanc Pirlo Dabo Vieri |

| Arbitro: | Paparesta (Bari) |

|                                                                                        |                      |                                                                                 |
| Margiotta Esposito Locatelli Bisgaard Bedin Giannichedda Bertotto Sottil Zanchi Genaux | Tiri di rigore 8 – 9 | Ortega Di Vaio D. Baggio Breda Lassissi Buffon Serena Walem F. Cannavaro Thuram |

| Arbitro: | Paparesta (Bari) |

|                    |           |  |
| Di Vaio 24’ (rig.) | Marcatori |  |

### 2000
- Partecipanti:  Bari -  Inter -  Juventus
- Sede: Stadio San Nicola di Bari
- Miglior giocatore: Antonio Cassano (Bari)
- Vincitore:  Juventus

| Squadra  | P.ti | V | P | VR | PR | GF | GS | DR |
| -------- | ---- | - | - | -- | -- | -- | -- | -- |
| Juventus | 5    | 1 | 0 | 1  | 0  | 2  | 1  | 1  |
| Inter    | 4    | 1 | 0 | 0  | 1  | 2  | 1  | -1 |
| Bari     | 0    | 0 | 2 | 0  | 0  | 0  | 2  | -2 |

| Arbitro: | Paparesta (Bari) |

|                                    |                |                                             |
| Domoraud 12’                       | Marcatori      | 30’ (rig.) Maresca                          |
| Recoba Keane Pirlo Córdoba Jugović | Shootout 1 – 2 | Péricard Guzmán Bachini M. Vieri Birindelli |

| Arbitro: | Tombolini (Ancona) |

|  |           |              |
|  | Marcatori | 24’ Zamorano |

| Arbitro: | Tombolini (Ancona) |

|  |           |              |
|  | Marcatori | 38’ Péricard |

### 2001
- Partecipanti:  Inter -  Juventus -  Lazio
- Sede: Stadio San Nicola di Bari
- Miglior giocatore: Christian Vieri (Inter)
- Vincitore:  Inter
- Spettatori: 55.000

| Squadra  | P.ti | V | P | VR | PR | GF | GS | DR |
| -------- | ---- | - | - | -- | -- | -- | -- | -- |
| Inter    | 6    | 2 | 0 | 0  | 0  | 4  | 0  | 4  |
| Lazio    | 2    | 0 | 1 | 1  | 0  | 0  | 3  | -3 |
| Juventus | 1    | 0 | 1 | 0  | 1  | 0  | 1  | -1 |

| Arbitro: | Dondarini (Bologna) |

|                           |           |  |
| Kallon 41’ Vieri 43’, 44’ | Marcatori |  |

| Arbitro: | Trefoloni (Siena) |

|                            |                |                            |
| Zambrotta Del Piero Nedvěd | Shootout 0 – 1 | de la Peña Castromán Salas |

| Arbitro: | Morganti (Ascoli Piceno) |

|           |           |  |
| Vieri 36’ | Marcatori |  |

### 2002
- Partecipanti:  Chelsea -  Inter -  Juventus
- Sede: Stadio San Nicola di Bari
- Miglior giocatore: Christian Vieri (Inter)[8]
- Vincitore:  Inter
- Spettatori: 50.000

| Squadra  | P.ti | V | P | VR | PR | GF | GS | DR |
| -------- | ---- | - | - | -- | -- | -- | -- | -- |
| Inter    | 4    | 1 | 0 | 0  | 1  | 5  | 2  | 3  |
| Juventus | 4    | 0 | 0 | 2  | 0  | 2  | 2  | 0  |
| Chelsea  | 1    | 0 | 1 | 0  | 1  | 0  | 3  | -3 |

| Arbitro: | Dattilo (Locri) |

|                   |                |                     |
| Davids Camoranesi | Shootout 2 – 0 | Hasselbaink Lampard |

| Arbitro: | Cassarà (Palermo) |

|                           |           |  |
| Kallon 11’, 35’ Vieri 20’ | Marcatori |  |

| Arbitro: | Ayroldi (Molfetta) |

|                        |                |                            |
| Zalayeta 37’ Salas 43’ | Marcatori      | 7’ (rig.) Vieri 17’ Recoba |
|                        | Shootout 2 – 1 |                            |

### 2003
- Partecipanti:  Inter -  Juventus -  Sampdoria
- Sede: Stadio San Nicola di Bari
- Miglior giocatore: Marco Di Vaio (Juventus)
- Vincitore:  Juventus

| Squadra   | P.ti | V | P | VR | PR | GF | GS | DR |
| --------- | ---- | - | - | -- | -- | -- | -- | -- |
| Juventus  | 5    | 1 | 0 | 1  | 0  | 2  | 1  | 1  |
| Sampdoria | 3    | 0 | 0 | 1  | 1  | 1  | 1  | 0  |
| Inter     | 1    | 0 | 1 | 0  | 1  | 2  | 3  | -1 |

| Arbitro: | Pieri (Lucca) |

|                           |           |            |
| Camoranesi 7’ Di Vaio 16’ | Marcatori | 34’ Crespo |

| Arbitro: | Gabriele (Frosinone) |

|             |                |            |
| Bazzani 18’ | Marcatori      | 7’ Martins |
|             | Shootout 1 – 0 |            |

| Arbitro: | Ayroldi (Molfetta) |

|           |                |            |
| Pedone 1’ | Marcatori      | 4’ Di Vaio |
|           | Shootout 3 – 4 |            |

### 2004
- Partecipanti:  Inter -  Juventus -  Palermo
- Sede: Stadio San Nicola di Bari
- Miglior giocatore: David Trezeguet (Juventus)
- Vincitore:  Juventus

| Squadra  | P.ti | V | P | VR | PR | GF | GS | DR |
| -------- | ---- | - | - | -- | -- | -- | -- | -- |
| Juventus | 5    | 1 | 0 | 1  | 0  | 1  | 0  | 1  |
| Palermo  | 4    | 1 | 0 | 0  | 1  | 2  | 1  | 0  |
| Inter    | 0    | 0 | 2 | 0  | 0  | 1  | 2  | -1 |

| Arbitro: | Paparesta (Bari) |

|              |           |  |
| Trezeguet 7’ | Marcatori |  |

| Arbitro: | Ayroldi (Molfetta) |

|                      |           |             |
| Morrone 30’ Toni 43’ | Marcatori | 44’ Ventola |

| Arbitro: | Pieri (Lucca) |

|                        |                |                         |
| Ferri Filippini Farías | Shootout 1 – 2 | Baiocco Olivera Miccoli |

### 2005
- Partecipanti:  Inter -  Juventus -  Napoli
- Sede: Stadio San Paolo di Napoli
- Miglior giocatore: Piá (Napoli)
- Vincitore:  Napoli

| Squadra  | P.ti | V | P | VR | PR | GF | GS | DR |
| -------- | ---- | - | - | -- | -- | -- | -- | -- |
| Napoli   | 5    | 1 | 0 | 1  | 0  | 2  | 1  | 1  |
| Juventus | 4    | 1 | 0 | 0  | 1  | 3  | 1  | 2  |
| Inter    | 0    | 0 | 2 | 0  | 0  | 0  | 3  | -3 |

| Arbitro: | Trefoloni (Siena) |

|                    |           |  |
| Ibrahimović 1’, 9’ | Marcatori |  |

| Arbitro: | Dattilo (Locri) |

|                        |           |                   |
| Bogliacino 13’ Piá 23’ | Marcatori | 22’ (rig.) Recoba |

| Arbitro: | Brighi (Cesena) |

|                  |                |                |
| Sosa 4’ (rig.)   | Marcatori      | 15’ Zalayeta   |
| Gatti Capparella | Shootout 2 – 0 | Zambrotta Mutu |

### 2006
- Partecipanti:  Inter -  Juventus -  Napoli
- Sede: Stadio San Paolo di Napoli
- Miglior giocatore: Roberto De Zerbi (Napoli)
- Vincitore:  Juventus

| Squadra  | P.ti | V | P | VR | PR | GF | GS | DR |
| -------- | ---- | - | - | -- | -- | -- | -- | -- |
| Juventus | 5    | 1 | 0 | 1  | 0  | 2  | 0  | 2  |
| Napoli   | 4    | 1 | 0 | 0  | 1  | 1  | 0  | 1  |
| Inter    | 0    | 0 | 2 | 0  | 0  | 0  | 2  | -2 |

| Arbitro: | Messina (Bergamo) |

|              |           |  |
| Zalayeta 13’ | Marcatori |  |

| Arbitro: | Banti (Livorno) |

|            |           |  |
| Calaiò 22’ | Marcatori |  |

| Arbitro: | Tagliavento (Terni) |

|                          |                |                 |
| Gatti Capparella Domizzi | Shootout 0 – 1 | Paro Chiumiento |

### 2007
- Partecipanti:  Inter -  Juventus -  Napoli
- Sede: Stadio San Paolo di Napoli
- Miglior giocatore: David Suazo (Inter)
- Vincitore:  Inter
- Spettatori: 60.000

| Squadra  | P.ti | V | P | VR | PR | GF | GS | DR |
| -------- | ---- | - | - | -- | -- | -- | -- | -- |
| Inter    | 6    | 2 | 0 | 0  | 0  | 3  | 0  | 3  |
| Juventus | 3    | 1 | 1 | 0  | 0  | 1  | 1  | 0  |
| Napoli   | 0    | 0 | 2 | 0  | 0  | 0  | 3  | -3 |

| Arbitro: | Stefanini (Prato) |

|  |           |               |
|  | Marcatori | 25’ Del Piero |

| Arbitro: | Giannoccaro (Lecce) |

|  |           |                         |
|  | Marcatori | 20’ Stanković 21’ Suazo |

| Arbitro: | Rocchi (Firenze) |

|  |           |          |
|  | Marcatori | 2’ César |

### 2008
- Data: 21 agosto 2008
- Sede: Stadio San Paolo di Napoli
- Partecipanti:  Juventus -  Milan -  Napoli
- Premio Fair Play: Pavel Nedvěd (Juventus)
- Vincitore:  Juventus
- Spettatori: 60.000

| Squadra  | P.ti | V | P | VR | PR | GF | GS | DR |
| -------- | ---- | - | - | -- | -- | -- | -- | -- |
| Juventus | 4    | 0 | 0 | 2  | 0  | 0  | 0  | 0  |
| Milan    | 4    | 1 | 0 | 0  | 1  | 1  | 0  | 1  |
| Napoli   | 1    | 0 | 1 | 0  | 1  | 0  | 1  | -1 |

| Arbitro: | Celi (Campobasso) |

|                                             |                      |                                              |
| De Zerbi Zalayeta Blasi Vitale P. Cannavaro | Tiri di rigore 4 – 5 | Esposito Nedvěd Giovinco Salihamidžić Amauri |

| Arbitro: | Pierpaoli (Firenze) |

|  |           |              |
|  | Marcatori | 44’ Paloschi |

| Arbitro: | Gervasoni (Mantova) |

|                                                        |                      |                                                  |
| Ariaudo Chimenti Legrottaglie Pasquato Amauri Molinaro | Tiri di rigore 5 – 4 | Seedorf Brocchi Paloschi Osuji Ambrosini Favalli |

## Cannonieri
- Il miglior marcatore della manifestazione è Christian Vieri con 6 reti, realizzate tutte con la maglia dell'Inter.

## Televisione
Tutte le edizioni del Trofeo Birra Moretti furono trasmesse in chiaro ed in esclusiva dai canali Mediaset (a volte Canale 5, a volte Italia 1; in alcune edizioni la prima minigara fu trasmessa da Italia 1 e le altre due da Canale 5).

## Ascolti TV
La terza edizione del Trofeo Birra Moretti è andata in onda nella giornata di sabato 7 agosto 1999 alle ore 21:00 su Canale 5 e ha fatto registrare un ascolto pari a 3.297.000 telespettatori ottenendo uno share pari al 27,29%.